# Mont Isto
Le mont Isto (Mount Isto) est un sommet des États-Unis situé dans la chaîne Brooks dont il est le point culminant avec ses 2 736 mètres.
Situé en Alaska, dans les monts Romanzof constituant la partie orientale de la chaîne Brooks, le mont Isto se trouve à huit kilomètres au sud du mont Hubley (en), le deuxième plus haut sommet de la chaîne. Il fait partie du refuge faunique national Arctic et a été nommé en 1966 en l'honneur de Reynold E. (Pete) Isto, ingénieur civil de l'Institut d'études géologiques (United States Geological Survey, USGS).
En 2014, une nouvelle technologie de mesure a établi que le mont Isto était le plus haut sommet de la chaîne alors qu'auparavant, on pensait que c'était le mont Chamberlin, maintenant classé troisième.